# Aurelia Trywiańska
Aurelia Trywiańska-Kollasch (Stettino, 9 maggio 1976) è un'ex ostacolista polacca.

## Biografia
Nei 100 m ostacoli s'è qualificata a due finali internazionali, ai Campionati del mondo di atletica leggera 2003 a Parigi ed agli Europei 2006 a Göteborg, finendo entrambe le volte quinta. Ad Atene 2004, alla sua prima partecipazione olimpica (sempre sui 100 m ostacoli), è stata invece eliminata al primo turno.
Nella rassegna europea al coperto del 2007 a Birmingham ha raggiunto la finale dei 60 m ostacoli finendo settima.
Il suo primato personale sui 100 m ostacoli è di 12"73, stabilito nel 2003.

## Palmarès
| Anno | Manifestazione    | Sede              | Evento   | Risultato  | Prestazione | Note |
| ---- | ----------------- | ----------------- | -------- | ---------- | ----------- | ---- |
| 1994 | Mondiali juniores | Lisbona           | 100 m hs | Batteria   | 14"10       |      |
| 2005 | Europei juniores  | Kaunas            | 100 m hs | Batteria   | 14"17       |      |
| 2005 | Europei juniores  | Kaunas            | 4x100 m  | Bronzo     | 45"56       |      |
| 1997 | Europei under 23  | Turku             | 100 m hs | 4ª         | 13"50       |      |
| 2002 | Europei           | Monaco di Baviera | 100 m hs | Semifinale | 13"08       |      |
| 2003 | Mondiali          | Parigi            | 100 m hs | 5ª         | 12"75       |      |
| 2004 | Giochi olimpici   | Atene             | 100 m hs | Batteria   | 13"01       |      |
| 2005 | Mondiali          | Helsinki          | 100 m hs | Semifinale | 13"11       |      |
| 2006 | Mondiali indoor   | Mosca             | 60 m hs  | Semifinale | 7"97        |      |
| 2006 | Europei           | Göteborg          | 100 m hs | 5ª         | 12"90       |      |
| 2007 | Europei indoor    | Birmingham        | 60 m hs  | 7ª         | 8"25        |      |
| 2007 | Mondiali          | Osaka             | 100 m hs | Batteria   | 13"05       |      |
| 2008 | Giochi olimpici   | Pechino           | 100 m hs | Semifinale | 12"96       |      |